# Đại học Công nghệ Kaunas
Đại học Công nghệ Kaunas (viết tắt là KTU, tiếng Litva: Kauno technologijos universitetas) là một đại học nghiên cứu công lập tại Kaunas, Litva.
Được thành lập vào năm 1922, KTU là một trong những trung tâm giáo dục khoa học hàng đầu của Lithuania. Theo bảng xếp hạng được thực hiện vào năm 2021, KTU là trường đại học tốt thứ hai ở Lithuania.  Ngôn ngữ chính được sử dụng trong các khóa học là tiếng Litva, mặc dù có những khóa học được dạy chung bằng tiếng Litva và tiếng Anh hoặc chỉ bằng tiếng Anh.

## Lịch sử

### 1922-1940
Các nguồn góc của KTU được thành lập vào ngày 16 tháng 2 năm 1922 bởi Trường Đại học Litva. Vào ngày 8 tháng 6 năm 1930 trường được đặt tên là Đại học Vytautas Magnus. Trường đại học có tổng cộng 7 khoa, gồm:
- Khoa Thần học và Triết học
- Khoa Thần học Phúc âm
- Khoa Nhân văn học
- Khoa Pháp luật
- Khoa Toán học và khoa học tự nhiên.
- Khoa Y học
- Khoa Công nghệ

Đầu năm 1940, Đại học Vytautas Magnus để phục hồi tài chính và chuyển giao các khoa pháp luật và nhân văn học vào Đại học Vilnius.

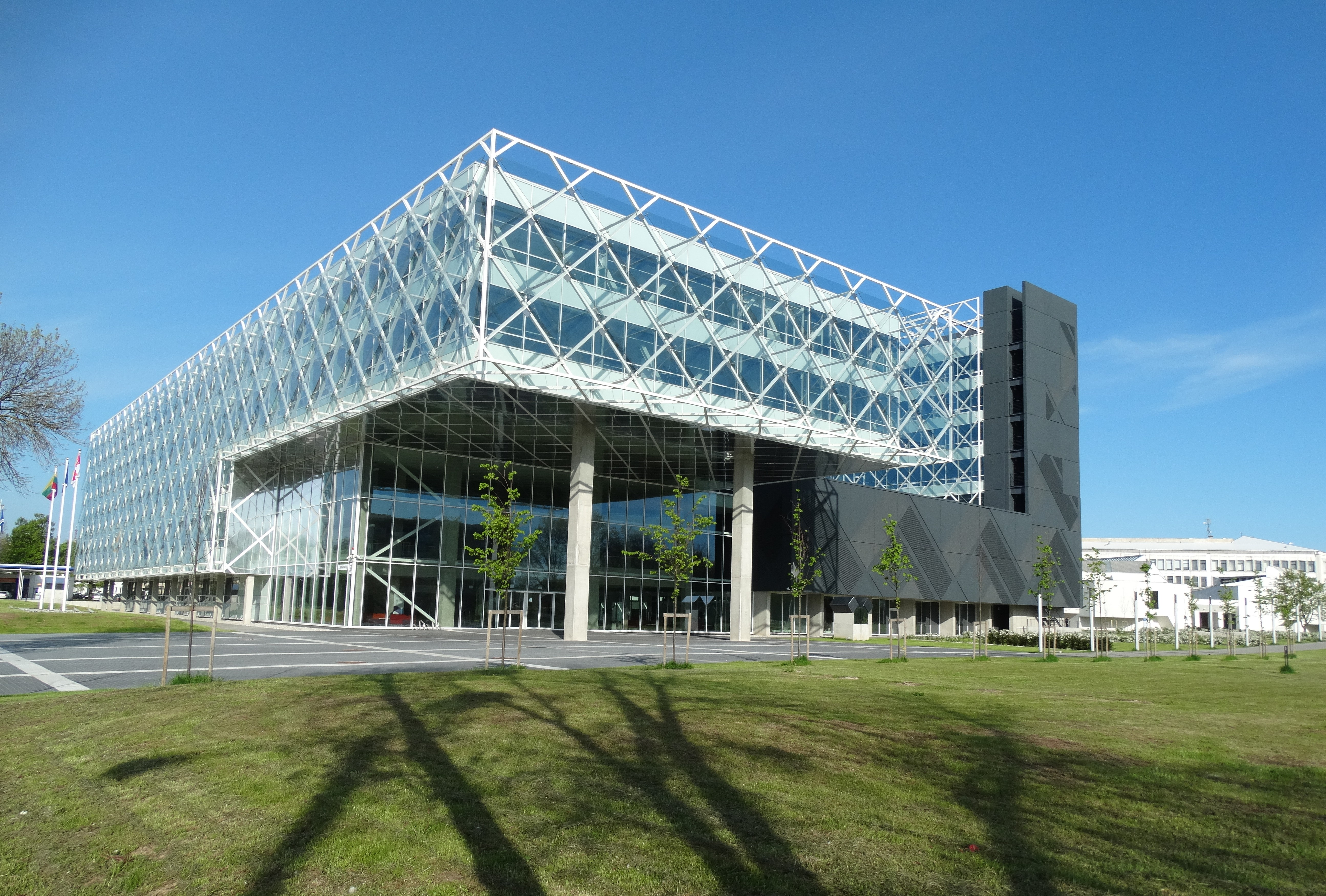
Trung tâm Khoa học và Công nghệ KTU

### Thế chiến II và thời Liên Xô
Vào ngày 21 tháng 8 năm 1940, theo sự chiếm đóng các nước Baltic của Liên Xô, trường đại học được đổi tên thành Đại học Kaunas. Vào mùa thu năm 1940 khoa Toán học và khoa học tự nhiên được chuyển vào Đại học Vilnius. Sau sự chiếm đóng của Đức Quốc Xã vào năm 1941, trường đại học được đổi tên lại thành trường đại học Vytautas Magnus. Vào tháng 6 năm 1949 khoa Lịch sử và Thần học đã đóng cửa. Vào năm 1950, trường đại học Kaunas đã mở lại khoa Lịch sử và Thần học tại trường bách khoa Kaunas (KPI) và Học viện Y học Kaunas. Trong thời kỳ Liên Xô chiếm đóng, KPI đã chống lại sự Nga hóa bằng cách tiếp tục dạy Tiếng Litva.

## Từ năm 1990
Sau khi khôi phục nền độc lập, tổ chức này nhanh chóng áp dụng các tiêu chuẩn phương Tây. Năm 1992, trường theo quy định của Luật Khoa học và Giáo dục, bắt đầu triển khai chương trình giáo dục đại học hai cấp và quy trình mới để cấp bằng nghiên cứu và chức danh học thuật. Năm 1998, trường đại học gia nhập Magna Charta của các trường đại học châu Âu và trở thành thành viên của Hiệp hội đại học châu Âu và Hiệp hội các trường đại học quốc tế.

## Giáo dục
Đại học Công nghệ Kaunas có 122 chương trình học, trong đó 48 chương trình cử nhân, 54 chương trình thạc sĩ, 19 chương trình tiến sĩ và 1 chương trình dành cho sinh viên không cấp bằng. Trong số 122 chương trình được cung cấp, 56 chương trình được dạy bằng tiếng Anh. Trường có hơn 9.000 sinh viên, trong đó có hơn 6.600 sinh viên cử nhân, 2.000 sinh viên thạc sĩ và 320 sinh viên tiến sĩ. Khoảng 6,5 phần trăm sinh viên là người nước ngoài.  KTU cũng tham gia nghiên cứu về khoa học vật lý, công nghệ, xã hội và phát triển thực nghiệm, đồng thời thúc đẩy nghiên cứu về khoa học y sinh và nhân văn.